# Casa al carrer Sant Sadurní, 1 (Montiró)
La casa al carrer Sant Sadurní, 1 és un edifici de Montiró, al municipi de Ventalló (Alt Empordà), inclòs a l'Inventari del Patrimoni Arquitectònic de Catalunya.
La casa està situada dins del petit nucli de Montiró, a l'extrem nord-est de Ventalló al qual pertany. Està ubicada a la banda sud-oest del nucli urbà del poble. És un edifici aïllat de planta rectangular, format per tres cossos adossats, amb un petit pati al costat de llevant. L'habitatge principal, format per quatre crugies, presenta la coberta de dues vessants de teula i està distribuït en planta baixa i pis. La façana principal presenta un gran portal d'accés d'arc de mig punt adovellat i, damunt seu, una finestra rectangular emmarcada amb carreus desbastats, amb la llinda i l'ampit motllurats i decorats. A l'extrem nord del parament hi ha un portal d'arc rebaixat bastit amb maons. La resta de finestres de la primera planta són rectangulars i estan emmarcades amb carreus de pedra. Al costat del portal hi ha un ample contrafort de pedra. La façana està rematada amb un ràfec de dents de serra. La façana nord presenta totes les obertures rectangulars bastides amb maons. Els dos cossos annexos estan adossats a la banda sud de l'habitatge. El central, de dues plantes i la coberta de dues aigües, presenta la part davantera del pis refeta recentment. Tot i això, la part posterior conserva una galeria oberta d'arcs de mig punt arrebossats, orientada al jardí. L'altre edifici és d'una sola planta i ha patit diverses reformes i modificacions. La construcció és bastida amb pedra sense desbastar i maons, lligat amb abundant morter de calç.